# هیتون (آریزونا)
هیتون (به انگلیسی: Heaton) یک منطقهٔ مسکونی در ایالات متحده آمریکا است که در آریزونا واقع شده‌است. هیتون ۳۶۵ متر بالاتر از سطح دریا واقع شده‌است.